# 全印革命学生联合会
全印革命学生联合会（英語：All India Revolutionary Students Federation，缩写为AIRSF）是印度共产党（毛主义）的掩护组织。

## 历史
激进学生会于1981年8月在金奈组织了一次全印度研讨会，讨论印度民族问题。随后革命学生组织协调委员会（Revolutionary Students' Organisations Co-ordination Committee）成立。1985年，全印度革命学生联合会在海得拉巴举行了第一次会议。Yalavarthi Naveen Babu（后来成为纳萨尔派高级领导人）1990年成为AIRSF杂志《卡拉姆》（Kalam）的编辑。在安得拉邦，AIRSF被取缔，但在2004年，政府取消了禁令，允许和谈。
2005年8月17日，对印共（毛）及其掩护组织激进学生会、激进青年团和AIRSF的禁令重新实施。